# Moraveč
Moraveč település Csehországban, a Pelhřimovi járásban. Moraveč Lidmaň, Leskovice, Nová Cerekev, Zlátenka, Dobrá Voda u Pacova és Vysoká Lhota településekkel határos. Lakosainak száma 197 fő (2024. január 1.).

## Népesség
A település lakosságának változását az alábbi diagram mutatja:
| Lakosok száma | 510  | 519  | 535  | 342  | 242  | 193  | 196  | 203  | 198  | 197  |
|               | 1869 | 1890 | 1921 | 1950 | 1980 | 2001 | 2017 | 2019 | 2022 | 2024 |